# مارتا استوز گارسیا
مارتا استوز گارسیا (انگلیسی: Marta Estevez Garcia؛ زادهٔ ۵ ژوئن ۱۹۹۷) بازیکن فوتبال اهل لوکزامبورگ است.
وی همچنین در تیم ملی فوتبال Luxembourg بازی کرده‌است.